# LonWorks
Lonworks é um padrão de protocolo de rede especificamente dirigida ao desempenho, confiabilidade de aplicações de controle. A plataforma é construída em um protocolo de baixa largura de banda criado pela estado-unidense Echelon Corporation na década de 1990 para dispositivos de controle para funcionar sobre par trançado, transmissão de dados sobre a rede elétrica, cabo de par trançado, fibras óticas e radio freqüência. É muito popular para automação de várias funções prediais como a iluminação, ar condicionado e climatização (HVAC).

## Origens
Lonworks faz parte de um conjunto grande de protocolos e sistemas que são chamados de Fieldbus. Eles nasceram da necessidade de redução de custos e do aumento da qualidade em automação industrial. Na década de 1960, criou-se o padrão analógico de 4-20mA. O qual necessitava de um par de fios blindados para cada sensor ou atuador. Com a adoção de uma rede, reduziram-se a complexidade os custos e aumentou-se a qualidade dos circuitos de controle.
Em 1999 o protocolo de comunicações (conhecido então como LonTalk) foi submetido ao ANSI e este aceitou-o como um padrão para redes de controle (ANSI/CEA-709.1-B). A comunicação sobre rede elétrica da empresa Echelon e o par trançado que sinalizam a tecnologia também foram submetidos ao ANSI para a homologação e foram aceitos. Desde então, ANSI/CEA-709.1 foi aceito como a base para sistemas de freios Eletro-pneumaticos para trens sob o numero de IEEE 1473-L, IFSF (controle europeu da estação de petróleo) e em 2005 como EN 14908 (padrão europeu da automatização de edifícios). O protocolo é também uma derivação do padrão de BACnet ASHRAE/ANSI para a automatização de edifícios.

## Uso
De acordo com estatísticas da Echelon Corporation, já existem aproximadamente 60 milhões de dispositivos instalados com a tecnologia Lonworks[carece de fontes?]. Os fabricantes de uma variedade de áreas incluindo construção civil, transportes, utilidades, automação industrial, adotaram o Lonworks como padrão.

## Detalhes técnicos
A tecnologia LonWorks possui um protocolo chamado LonTalk que implementa as sete camadas do modelo OSI - Modelo de Referência para Interconexão de Sistemas Abertos e possui mecanismos que impedem a modificação acidental ou intencional. Inclui ainda, outras características tais como: funções de reconhecimento, comunicação, prioridade na transmissão, detecção de mensagens duplicadas, evitam colisões, retransmissão automática, detecção e correcção de erros, padronização e identificação do tipo de dados.
O protocolo prevê dois tipos de camadas físicas, as redes dedicadas por par trançado ou mesmo fibra ótica e a comunicação por linha de energia. Quando baseada em rede dedicada, opera em 78kbit/s usando Manchester diferencial. Enquanto a versão utilizando a linha de energia, opera em 5.4 ou 3.6kbit/s. Adicionalmente, a plataforma de Lonworks usa um padrão de tunelamento de IP—ANSI/CEA-852—para interligar dispositivos Lonworks a redes TCP/IP existentes e permitir a integração do Lonworks a rede TCP/IP e a internet.
É um protocolo aberto que permite a qualquer companhia colocá-lo no processador que deseja. Isto significa que aplicações que requerem processadores de 16 ou 32 bits não necessitam mais de programa de interface para o microprocessador.

## Aplicações usando Lonworks
- Linhas de montagem
- Fabricação de semicondutores
- Controle de iluminação
- Controle e gerencia de Energia
- Sistemas de aquecimento, ventilação e ar condicionado
- Sistemas da segurança
- Automação residencial
- Controles de dispositivos genéricos
- Iluminação de rua e controles públicos
- Controle da estação de Petróleo
- Controle de freios em trens de carga